# Batalha de Tacuarembó
A Batalha de Taquarembó foi um conflito militar que envolveu o Reino Unido de Portugal, Brasil e Algarves e as Províncias Unidas do Rio da Prata.
Após a resolução do Congresso de Tucumán, que anexava a Banda Oriental a Buenos Aires, o exército português entrou em território cisplatino (atual Uruguai), José Gervasio Artigas fez tenaz resistência à dominação portuguesa. Em 22 de janeiro de 1820, as forças de Artigas foram definitivamente derrotadas. A 31 de julho de 1821, em assembleia formada por deputados representantes de todas as localidades orientais, foi aprovada por unanimidade a incorporação da Banda Oriental à Coroa portuguesa, fazendo parte do domínio do Brasil com o nome de Província Cisplatina.